# Guerre ottomano-ungheresi
Le guerre ottomano-ungheresi comprendono un insieme di numerosi conflitti tra il Regno d'Ungheria e l'Impero ottomano che si conclusero con la distruzione del Regno d'Ungheria e la sua spartizione tra i turchi e gli Asburgo d'Austria.
Il conflitto ottomano-ungherese si sviluppò in concomitanza con l'inasprirsi sul suolo europeo delle guerre bizantino-ottomane. Mentre l'Impero bizantino perdeva sistematicamente territori in favore dei sultani turchi, il potente regno ungherese si ritrovò a guidare in prima persona lo schieramento cristiano nella lotta contro l'avanzata ottomana.
Il primo scontro formale tra la potenza turca e quella ungherese si verificò durante la crociata di Nicopoli (1396) e si concluse con una schiacciante vittoria per il sultano Bayezid I. Nel cinquantennio successivo al disastro di Nicopoli, la lotta contro i turchi venne efficacemente guidata dal capitano ungherese Giovanni Hunyadi che, nonostante la sconfitta subita nella Crociata di Varna (1444), seppe infliggere una pesante sconfitta al sultano Maometto II nell'Assedio di Belgrado (1456).
Il figlio di Hunyadi, Mattia Corvino, re d'Ungheria dal 1458 al 1490, proseguì l'opera paterna, sfruttando come arma primaria nella lotta ai turchi il capace voivoda (principe) di Moldavia Ștefan III cel Mare (v. Guerre ottomano-moldave) che inflisse agli ottomani numerose sconfitte. Il crescente potere del Regno di Polonia spinse però la Moldavia a cercare l'appoggio dei turchi di Bayezid II per mantenere la propria indipendenza.
Padrone dei Principati danubiani di Valacchia e Moldavia, il sultano Solimano il Magnifico (1520-1566) mosse l'attacco definitivo contro l'Ungheria nel 1526. Il giovane re Luigi II d'Ungheria e Boemia venne affrontato, sconfitto ed ucciso nella battaglia di Mohács (29 agosto 1526) che segnò la fine del regno medievale d'Ungheria.
L'occupazione del regno ungherese avviò il conflitto tra i turchi e la casa d'Asburgo poiché Luigi II aveva sposato nel 1522 Maria d'Asburgo, sorella del potentissimo Carlo V d'Asburgo. Il fratello dell'imperatore, Ferdinando I d'Asburgo, mosse immediatamente contro il filo-ottomano Giovanni I d'Ungheria, re-fantoccio nelle mani di Solimano, per difendere l'eredità della sorella ed annettere l'Ungheria ai domini austriaci. La contesa tra Ferdinando e Solimano, causa primaria della spartizione dell'Ungheria sancita dal Trattato di Gran Varadino del 1551, sarebbe stato solo il preludio delle logoranti guerre ottomano-asburgiche.

## Antefatto
Fin dal tempo della dinastia degli Arpadi, il Regno d'Ungheria aveva esteso la sua influenza a sud e ad est dei Carpazi creando dei microregni che facessero da cuscinetto tra l'Ungheria, i tartari, i Serbi ed il Secondo impero bulgaro. Con la crisi della dinastia Arpade (inizio XIV sec.), i banati di confine si erano emancipati, divenendo dei principati/despotati autonomi: la Valacchia, l'Oltenia, la Moldavia e la Bosnia.
Una volta divenuti sovrani d'Ungheria, gli Angioini avviarono una fitta serie di campagne politiche e militari per ristabilire il predominio della corona sui territori più esterni del regno. Avviata da Carlo Roberto d'Angiò (sconfitto pesantemente dal voivoda Basarab I di Valacchia nella battaglia di Posada), questa renovatio imperii venne completata dal figlio Luigi I d'Ungheria che ottenne la sottomissione di Valacchia e Moldavia, bisognose di alleati contro i Bulgari, si alleò ai Bosniaci per costringere alla pace i Serbi (1355) e mosse guerra allo Tzar Ivan Stratsimir di Bulgaria nel 1365.
Contemporaneamente al rafforzamento degli Ungheresi sul territorio balcanico-danubiano, dalla penisola anatolica l'Impero ottomano si protendeva sistematicamente verso il suolo europeo, lottando contro il decadente Impero bizantino dei Paleologi e contro le colonie orientali della Repubblica di Venezia: Gallipoli venne conquistata nel 1354, Filippopoli nel 1365 ed Adrianopoli, poi trasformata in capitale dagli ottomani, nel 1369.
Nel 1387, l'erede angioina Maria sposò Sigismondo di Lussemburgo, consegnandogli la corona ungherese e trascinando così nello scacchiere balcanico i regni dell'areale germanico. Nel frattempo, il sultano Bayezid I sconfiggeva i serbo-bosniaci nella battaglia del Kosovo (1389), sottometteva la maggior parte dei Balcani e riduceva l'Impero bizantino all'area attorno a Costantinopoli, tenuta costantemente sotto assedio. Nel 1393 lo Zar bulgaro Ivan Šišman perse la sua capitale, Nicopoli, e suo fratello Ivan Stratsimir divenne vassallo del sultano. Il Regno d'Ungheria si ritrovò così a confinare direttamente con i turchi.

### Il primo scontro: la crociata di Nicopoli (1396)

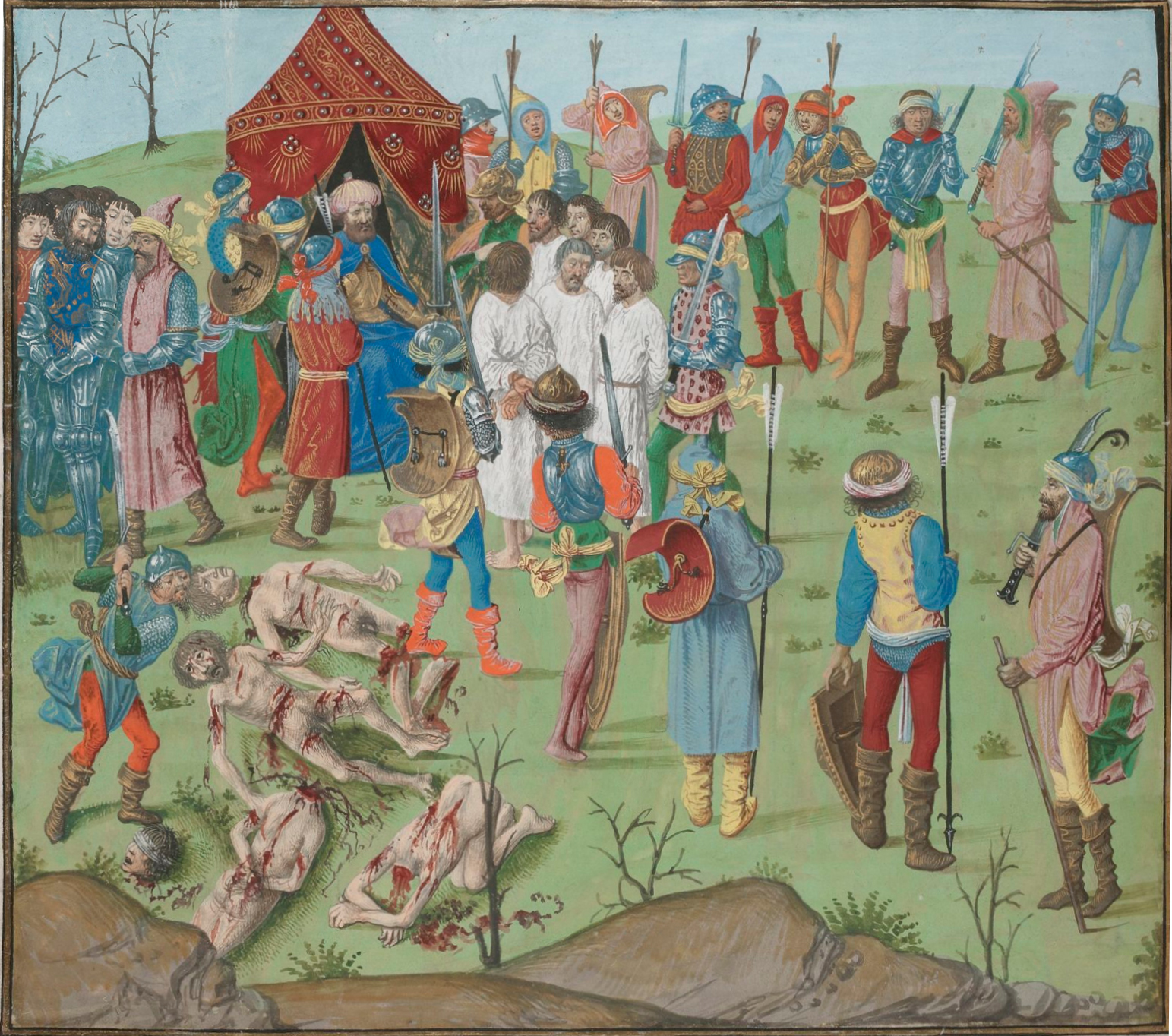
L'esecuzione dei prigionieri cristiani dopo la battaglia di Nicopoli.

Nel 1394, Papa Bonifacio IX proclamò una nuova crociata contro i turchi. L'appello del pontefice venne ben recepito dai sovrani europei. L'Inghilterra e la Francia si accordarono per una tregua nella guerra dei cent'anni e Riccardo II e Carlo VI si dissero disposti a finanziare l'impresa.
L'esercito crociato al comando di Sigismondo e del duca Giovanni di Borgogna, coadiuvati dal voivoda valacco Mircea il Vecchio, mosse nel 1396 in soccorso di Nicopoli, assediata da Bayezid e da Stefan Lazarevic di Serbia. Nonostante le gravi perdite (si parla di 35 000 morti turchi) l'esito della battaglia di Nicopoli arrise agli ottomani: i generali cristiani scamparono alla cattura ma diverse migliaia di crociati prigionieri vennero trucidati per ordine del sultano.
La sconfitta di Bayezid da parte di Tamerlano nella battaglia di Ancyra (1402) e la conseguente situazione di caos venutasi a formare nell'Impero ottomano permise all'Ungheria di rafforzare il confine meridionale grazie alle vittoriose campagne dell'alleato Mircea di Valacchia. Mircea occupò nel 1404 la Dobrugia, già parte dell'ormai distrutto impero bulgaro, e successivamente partecipò alla contesa per il trono ottomano (Interregno ottomano) osteggiando l'ascesa di Musa Çelebi.

## Murad II e Giovanni Hunyadi, 1421-1451

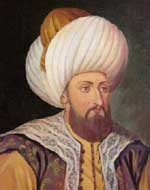
Il sultano Murad II.

Scomparso Mircea il Vecchio nel 1418, il Regno d'Ungheria trovò un nuovo valente capitano da opporre ai turchi nel nipote di Mircea, Dan II di Valacchia, che riuscì a mantenere il suo principato indipendente fino al 1428.
Mentre l'avanzata turca oltre il Danubio veniva osteggiata dalla Valacchia ed il voivoda di Moldavia Alexandru cel Bun trascinava sullo scacchiere balcanico gli interessi del Regno di Polonia, il sultano Murad II (1421-1451), succeduto al filo-bizantino Maometto I (1413-21), sferrò una massiccia campagna contro l'Impero bizantino. Costantinopoli e Tessalonica vennero assediate congiuntamente nel 1422: l'Assedio di Costantinopoli (1422) si concluse con una netta sconfitta ottomana (la capitale bizantina era infatti massicciamente fortificata e munita di artiglieria d'avanguardia), mentre l'assedio di Tessalonica portò alla conquista della città nel 1430. Sempre nel 1430, Murad stroncò la resistenza dell'Albania ottenendo la sottomissione del principe di Croia Giovanni Castriota.

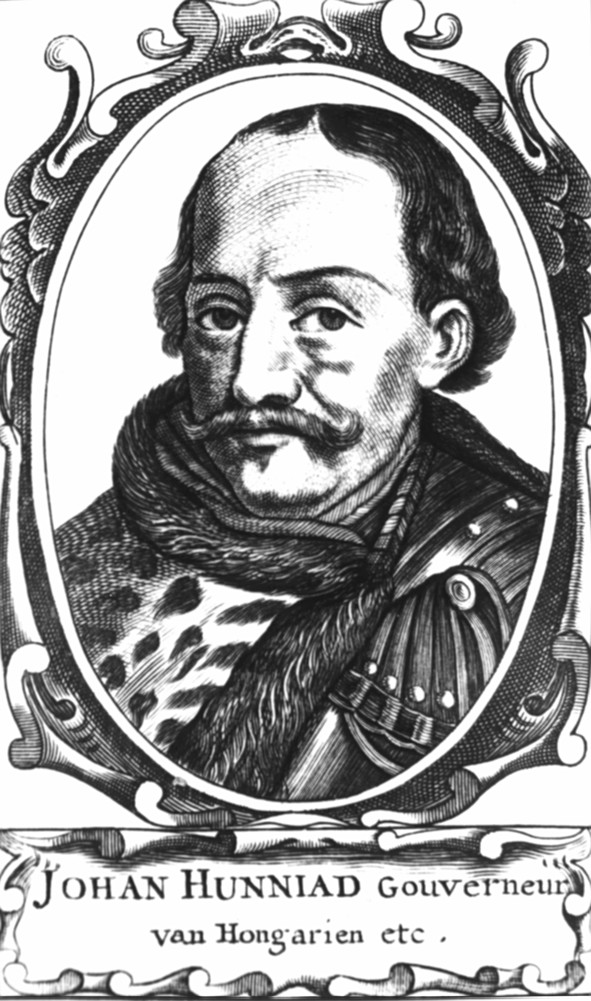
Giovanni Hunyadi.

Sigismondo rispose al crescente potere ottomano aizzando il nuovo voivoda di Valacchia, Alexandru I Aldea, ad attaccare le fortezze turche sul Danubio (1432). Il valacco finì però i suoi giorni (1436) come vassallo dei turchi ed il suo successore, Vlad II Dracul, dovette barcamenarsi tra ungheresi ed ottomani. L'anno successivo (1437), Sigismondo affrontava i turchi nell'assedio di Smederevo, riaprendo il diretto conflitto ottomano-ungherese che sarebbe stato proseguito dai successori.
Mentre sul trono ungherese si susseguivano Alberto II d'Asburgo (1438-1439) e Ladislao III di Polonia (1440-1444), la lotta con i turchi venne gestita da Giovanni Hunyadi, ban di Severin per volontà di Alberto II e signore del Banato e di Transilvania per volontà di Ladislao.

### La Lunga Campagna
Nel 1440, Hunyadi ottenne una prima significativa vittoria contro i turchi di Murad II in Bosnia. Nel 1441 gli ottomani, ormai padroni di Smederevo, scacciarono Hunyadi dalla Serbia. Nel 1442, presso Nagyszeben, Giovanni sconfisse un esercito ottomano in notevole vantaggio numerico e, poco dopo, cacciò dalla Valacchia i Turchi, spodestò il filo-ottomano Vlad Dracul e lo sostituì con il filo-ungherese Basarab II di Valacchia. Un terzo esercito turco venne sbaragliato da Giovanni presso le Porte di ferro nel luglio del 1443.
Giovanni Hunyadi si adoperò a questo punto per dare una svolta alla crociata bandita da papa Eugenio IV contro gli Ottomani. Con l'appoggio del suo re, Hunyadi intraprese una campagna di riconquista dei Balcani. Al comando dell'avanguardia crociata, Giovanni entrò nei Balcani presso Ihtiman ("I cancelli di Traiano"), riconquistò Niš, sconfisse tre armate turche, conquistò Sofia e, ricongiuntosi al grosso delle forze ungheresi, sconfisse lo stesso Murad presso Snaim. Nel febbraio del 1444 l'esercito crociato riparò a Costantinopoli, dopo aver ormai seriamente compromesso le posizioni turche in Bosnia, Herzegovina, Serbia, Bulgaria ed Albania.

### La crociata di Varna

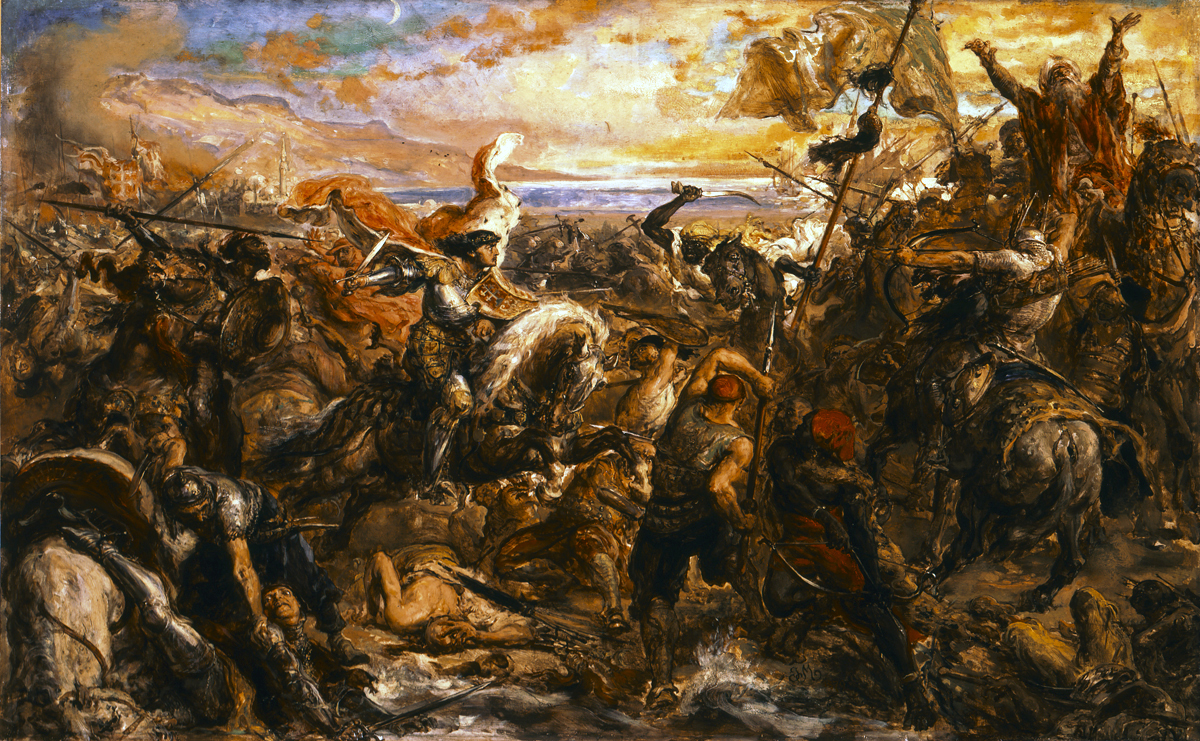
La carica suicida di Ladislao III a Varna

I successi della spedizione crociata di Hunyadi convinsero molti potentati ad allearsi a Ladislao e Giovanni: Đurađ Branković despota di Serbia, Giorgio Castriota Scanderbeg principe d'Albania; Mircea II di Valacchia (seppur suo padre Vlad II fosse ancora alleato dei turchi). Mentre fervevano i preparativi, supervisionati dal legato pontificio Giuliano Cesarini, lo stesso sultano mandò al campo di Seghedino degli ambasciatori per negoziare la pace. Murad propose a re Ladislao una tregua di dieci anni dai termini molto vantaggiosi ma il cardinal Cesarini convinse i crociati a fingere di accettare l'accordo in funzione di un attacco successivo.
Due giorni dopo l'accordo di Seghedino, Cesarini ricevette notizia che una flotta veneta era partita per il Bosforo al fine di evitare il ritorno dei turchi in Grecia: Murad era infatti riparato in Anatolia. Sobillato dal cardinale, Ladislao decise di muovere contro il turco ed in luglio il suo esercito mosse verso Costantinopoli seguito da presso dalle galee veneziane. Branković, temendo l'ira del sultano, boicottò la missione: avvisò segretamente Murad del voltafaccia di Ladislao e convinse Scanderbeg a non seguire l'esercito crociato. Avvisato della minaccia e supportato dalla navi della Repubblica di Genova, ostile a Venezia, Murad sbarcò il suo esercito in Europa. Giunti a Varna, i crociati si trovarono di fronte l'armata ottomana al completo.

#### La battaglia di Varna
Il 10 novembre 1444 si consumò la battaglia di Varna. Giovanni Hunyadi, con la metà delle forze ungheresi, mise in scacco l'esercito di Murad. Il vantaggio guadagnato da Hunyadi venne però sprecato dal giovane Ladislao: il re, rimasto alla retroguardia, si gettò nella mischia con il resto della truppa ma si schiantò contro i Giannizzeri di Murad che lo fecero a pezzi. Caduto il loro re, gli ungheresi si diedero alla fuga, massacrati dai turchi. Lo stesso Giovanni scampò a stento alla cattura. I superstiti crociati ripararono oltre il Danubio sotto il comando di Mircea II di Valacchia, mentre pare che Giovanni venne catturato dal padre di Mircea, Vlad Dracul, che lo liberò previo riscatto.

### Hunyadi reggente del Regno d'Ungheria
Il 5 giugno 1446 Hunyadi venne nominato reggente d'Ungheria in nome del giovane re Ladislao V (Ladislao il Postumo). Impegnato a difendere gli interessi del suo paese contro l'imperatore Federico III, che teneva il giovane re Ladislao prigioniero, Hunyadi non abbandonò però la lotta contro Murad II.
Nel 1447, Hunyadi marciò sulla Valacchia per riportarla definitivamente sotto il dominio dell'Ungheria: Vlad Dracul venne decapitato, suo figlio Mircea II venne accecato e sepolto vivo, mentre il loro trono veniva affidato a Vladislav II, erede del principe Dan II. Nel 1448 Hunyadi riprese le operazioni contro i turchi, guadagnandosi così una catena d'oro ed il titolo di principe da papa Niccolò V. Marciò poi sulla Moldavia e rimise sul trono il voivoda Petru II, occupando poi il porto fortificato di Chilia.
Ormai costretto ad affrontare congiuntamente i Bizantini e gli Ungheresi, Murad II sferrò nel giugno del 1448 un attacco anfibio congiunto a Costantinopoli e Chilia ma venne sconfitto su entrambi i fronti. In settembre, Hunyadi oltrepassò il Danubio e mosse verso sud, per congiungersi con Skandeberg, mentre il suo fratellastro Mihály Szilágyi sconfiggeva in Valacchia i turchi di Vidin. I complotti di Branković, che intercettò i rinforzi albanesi dell'Ungheria, costarono però ad Hunyadi la sconfitta nella seconda battaglia del Kosovo (17-20 ottobre 1448). Lo stesso Giovanni venne catturato da Branković, che lo rinchiuse nelle segrete di Smederevo, salvo poi essere liberato da una spedizione punitiva ungherese.

## La caduta di Costantinopoli e l'assedio di Belgrado

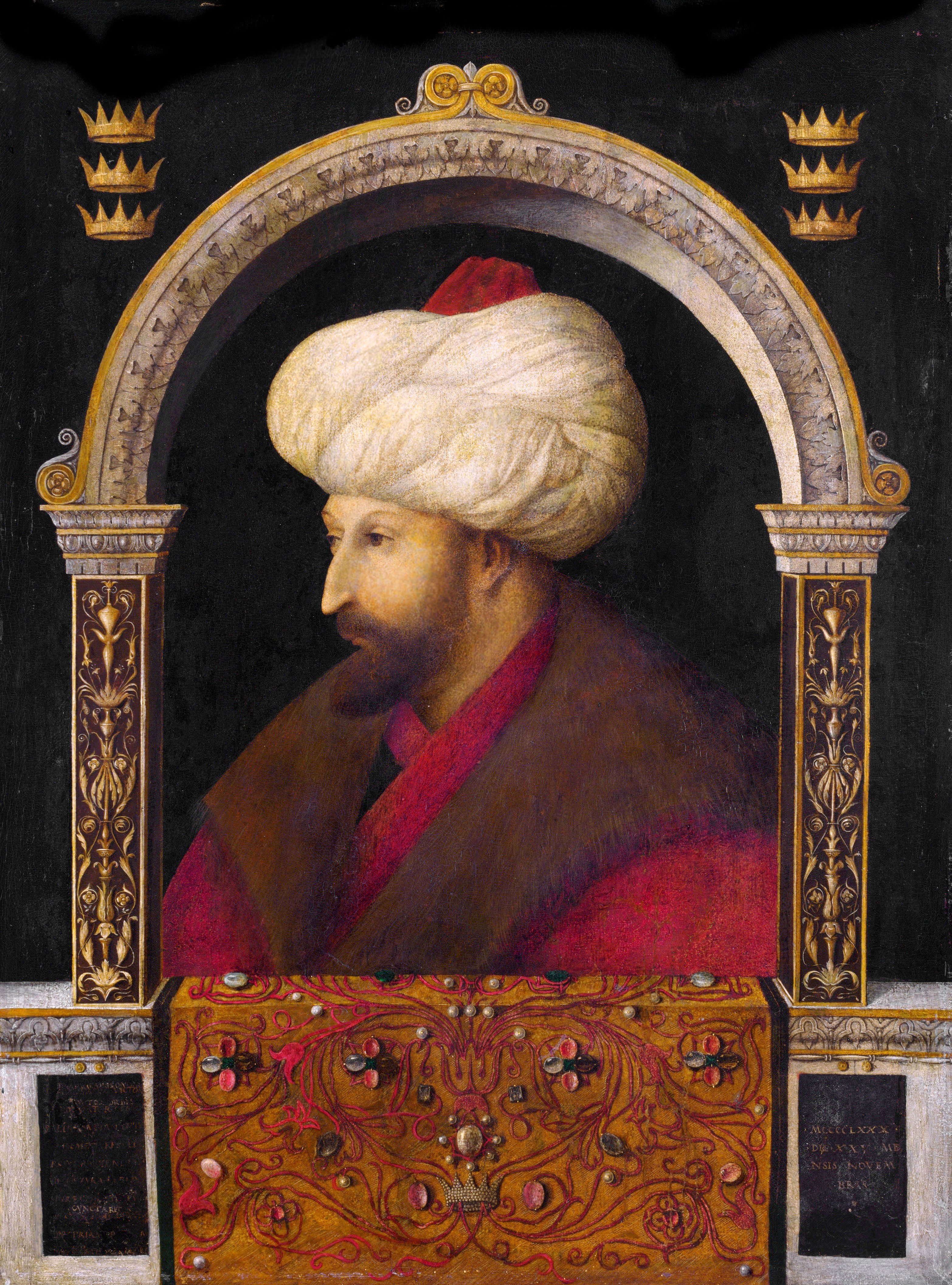
Maometto II - Gentile Bellini.

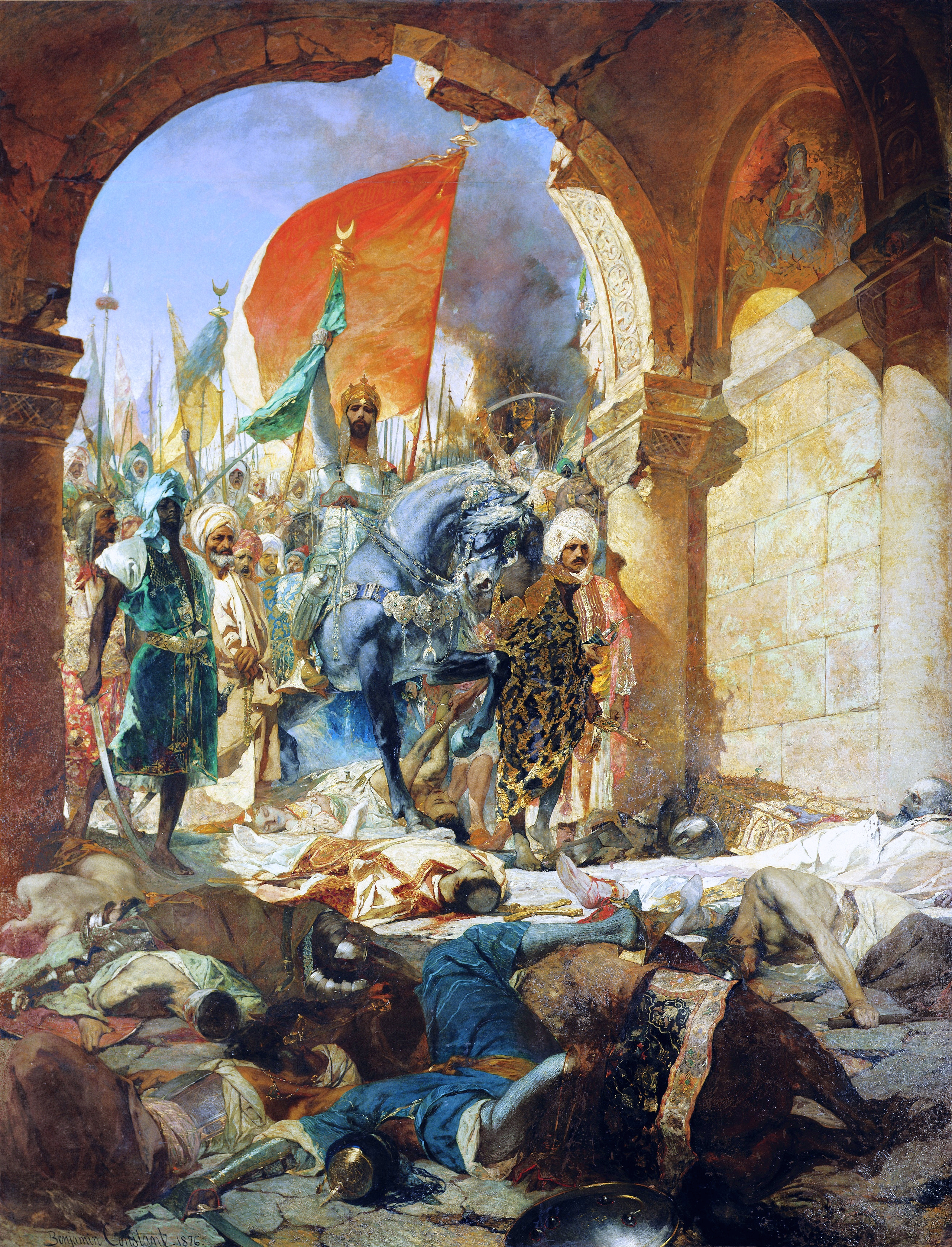
Maometto II entra in Costantinopoli con il suo esercito - Benjamin Constant.

Scomparso Murad II nel 1451, il trono ottomano passò al figlio Maometto II che nel rapido volgere di due anni chiuse una volta per tutte il confronto con i Bizantini riuscendo a conquistare Costantinopoli (1453).
Maometto II rivolse allora la sua attenzione al Regno d'Ungheria, focalizzando come primo obiettivo la conquista di Belgrado, la cui imponente fortezza precludeva l'accesso al cuore dell'Europa Centrale. Cinta d'assedio dai turchi, Belgrado venne soccorsa da Hunyadi, nominato capitano generale del regno da re Ladislao V, al volgere del 1455. A proprie spese, Giovanni armò e rifocillò la città, lasciandovi poi una guarnigione al comando del fratellastro Mihály e di suo figlio László. Assoldò una nuova armata ed armò una flotta di duecento navi. Il 14 luglio 1456 la flotta di Hunyadi distrusse le navi ottomane. Il 21 luglio successivo, le forze al comando di Szilágyi respinsero l'assalto dell'armata turca di Rumelia, permettendo ad Hunyadi di muovere un assalto al campo nemico. Dopo un breve scontro, il sultano fu costretto alla fuga, lasciando Giovanni Hunyadi padrone del campo. L'11 agosto dello stesso anno, Hunyadi, colpito dalla peste diffusasi nel suo accampamento, si spense.

## Le guerre turche di Mattia Corvino, 1458-1490

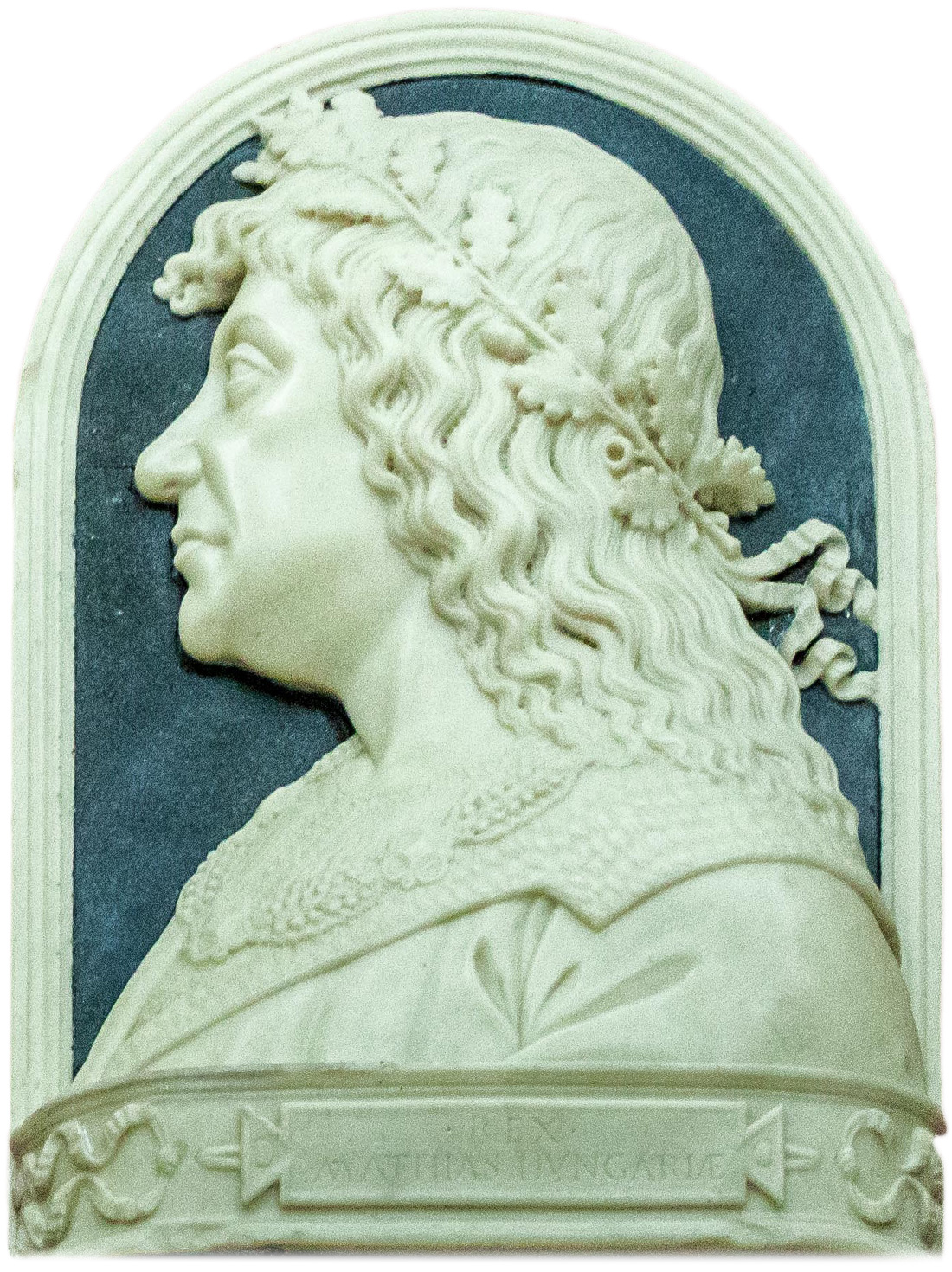
Mattia Corvino d'Ungheria.

Nel 1457, alla morte di Ladislao il Postumo, la dieta della nobiltà ungherese affidò il trono al figlio secondogenito di Giovanni Hunyadi, Mattia Corvino. Nei suoi primi anni di regno, Mattia, impegnato in una contesa dinastica con Giorgio di Poděbrady, affidò la lotta contro i turchi ad un principe che già aveva militato sotto suo padre: Vlad III di Valacchia. A partire dal 1459, il voivoda Vlad iniziò a disertare i suoi doveri di vassallo della Sublime porta, passando poi a saccheggiare le terre turche oltre il Danubio nel 1462. Maometto II investì la Valacchia con un potente esercito n giugno riuscendo, nonostante il tentativo di omicidio mosso contro di lui da Vlad nel famoso Attacco Notturno, ad insediare sul trono il fratellastro di Vlad, Radu III cel Frumos.
Vlad III venne imprigionato da Mattia mentre si ritirava verso la Transilvania per riarmarsi contro i turchi. Poco dopo, Mattia venne costretto ad affrontare il pericoloso voivoda di Moldavia, Ștefan cel Mare, nella battaglia di Baia (1467): sconfitto dal moldavo, Corvino siglò una tregua (1468) ed affidò a Ștefan l'onere della guerra aperta contro Maometto II.

### Le guerre ottomano-moldave e la liberazione della Serbia

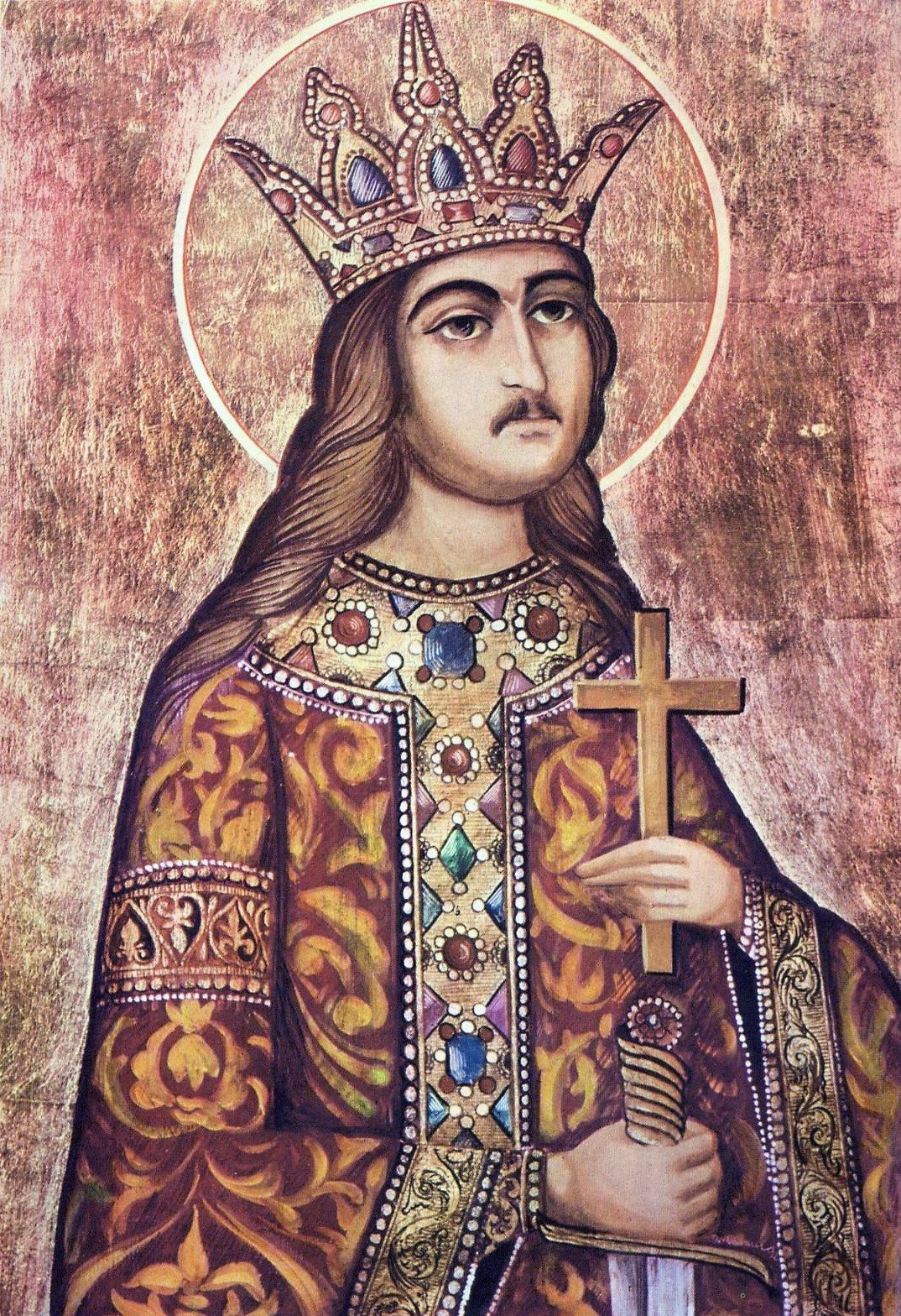
Ștefan III cel Mare di Moldavia.

Nel 1470, con la battaglia di Lipnic, Ștefan cel Mare stroncò una tentata invasione da parte dei Tartari, alleati dei turchi. Nel 1471, mentre Mattia garantiva appoggio ed indipendenza al despota di Serbia Vuk Branković, il nipote di Đurađ Branković ribellatosi alla Sublime porta, Ștefan attaccava la Valacchia, ormai divenuta vassalla dell'Impero ottomano. Quattro anni dopo (1475), il voivoda affrontava in campo aperto il sultano Maometto II e lo sconfiggeva nella battaglia di Vaslui, ponendo un freno temporaneo al dilagare dei turchi nei Balcani. Nel 1476 Ștefan venne sconfitto nella battaglia di Valea Albă ma, fallito l'assedio di Cetatea Neamțului, i turchi furono costretti a ritirarsi causa pestilenza. Mentre richiedeva inutilmente aiuti ai sovrani europei per la crociata, Ștefan depose Radu cel Frumos e lo sostituì con Basarab III Laiotă cel Bătrân.
Solo nel 1479, con la battaglia del Campo del Pane, Mattia Corvino affrontò apertamente l'esercito di Maometto II, stroncandolo e garantendosi così piena libertà d'azione nei principati danubiani. Nel 1481 Mattia si fece ancora più pericoloso: prima s'intromise negli affari ottomani in Italia (un suo contingente riconquistò per il Papa la città di Otranto, conquistata dalla flotta turca l'anno precedente), poi minacciò il trono stesso di Istanbul intromettendosi nella contesa scoppiata tra i figli di Maometto: Bayezid II e Cem.
Nel 1482 Ștefan cel Mare tornò in Valacchia, depose il filo-turco Basarab IV Țepeluș cel Tânăr e consegnò il paese a Vlad Călugărul, altro fratello di Vlad III. Il moldavo tornò poi ad affrontare apertamente gli ottomani, sconfiggendoli nella battaglia di Cătlăbuga (16 novembre 1485) e nuovamente nella Battaglia di Șcheia (marzo 1486).

## L'espansione ottomana nei Principati danubiani
Alla morte di Mattia Corvino (1490) la nobiltà ungherese elesse quale nuovo sovrano lo Jagellone Ladislao II di Boemia (1490-1516). L'intento della nobiltà magiara era di creare un solido fronte ungherese-boemo-polacco, retto dagli Jagelloni, che sapesse degnamente affrontare la minaccia ottomana. Sfortunatamente, fu proprio un fratello del re Ladislao, Giovanni I Alberto di Polonia, a scombussolare i piani degli ungheresi.
Inizialmente alleatosi a Ștefan cel Mare per una crociata anti-turca (1495), Giovanni I di Polonia finì con il muovere guerra alla Moldavia nel 1497 (vedi Guerra polacco-moldava), spingendo Ștefan nelle braccia del sultano Bayezid II (1481-1512) con cui il moldavo siglò un accordo di pace nel 1503. L'erede di Ștefan, Bogdan III cel Orb, ebbe del pari rapporti tesi con lo Jagellone Sigismondo I di Polonia e rinnovò l'alleanza con i turchi del sultano Selim I (1512-1520) per cautelarsi contro possibili invasioni da parte dei tartari.
Mentre la Moldavia entrava nella sfera d'influenza ottomana, la Valacchia, a partire dal regno di Radu IV cel Mare (1495-1508), figlio di Vlad Călugărul, si schierava su posizioni ormai apertamente filo-ottomana. La contesa per il potere tra gli eredi di Radu IV cel Mare indebolì poi enormemente le capacità politico-militari del regno, a tutto vantaggio dei turchi. I discendenti di Vlad III, il figlio Mihnea I cel Rău ed il nipote Mircea III Dracul, proseguirono la politica anti-turca dell'Impalatore, cercando continuamente appoggi in Moldavia e Transilvania. Nel frattempo, il regno di Basarab V Neagoe (1512-1521), segnava l'ingresso della stirpe filo-ottomana dei Craiovești nella contesa per il trono valacco.

## Solimano il Magnifico e il crollo del Regno d'Ungheria, 1520-1566

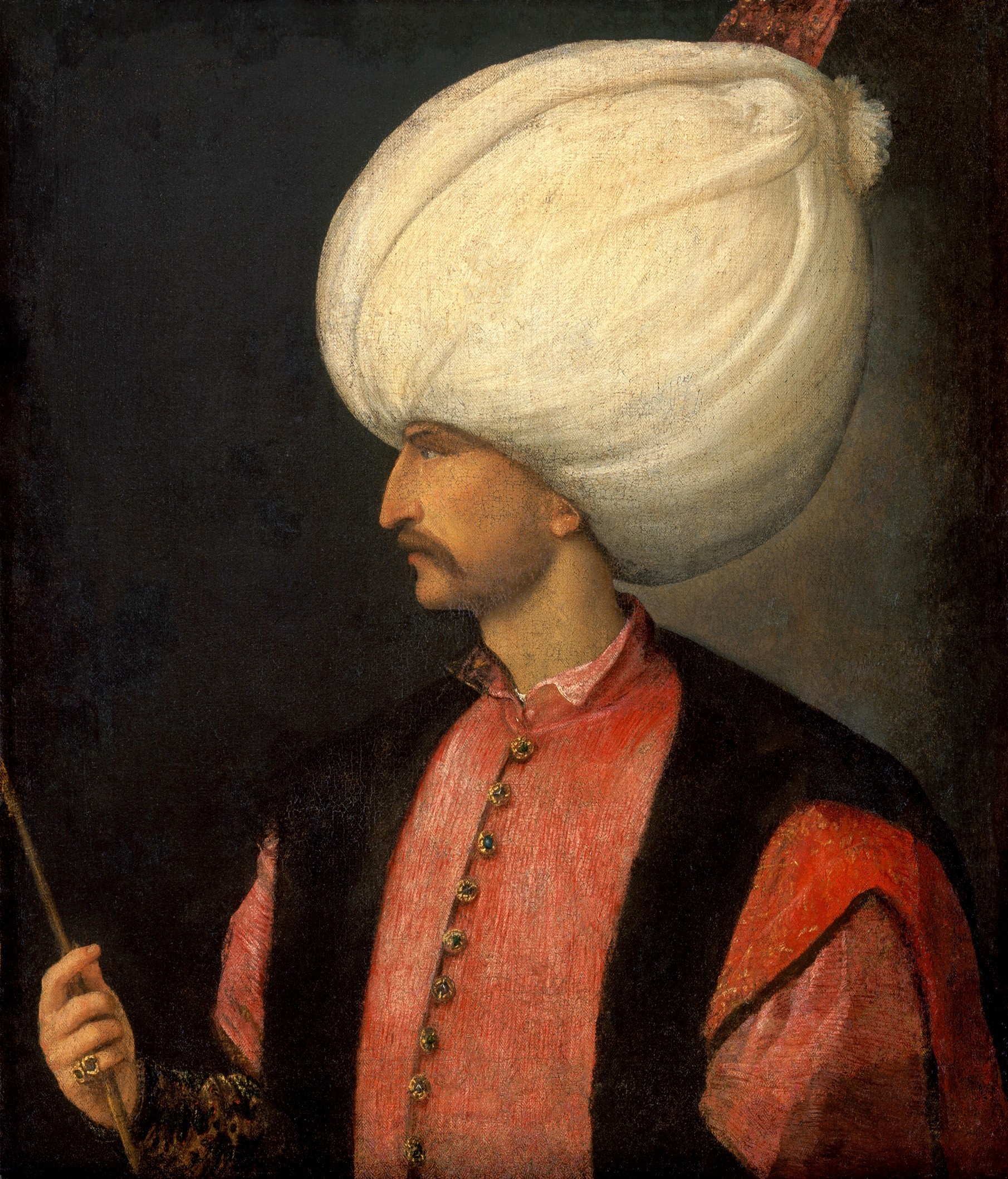
Il sultano Solimano il Magnifico.

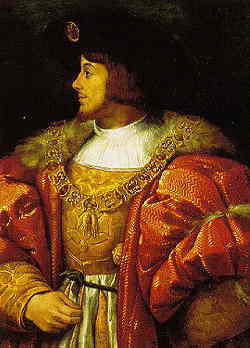
Luigi II d'Ungheria e Boemia.

L'avvento sul trono di Istanbul del sultano Solimano il Magnifico (1520-1566) ridusse enormemente la libertà d'azione dei voivoda danubiani, come ben testimoniato dalla vita del Drăculești Mircea V Ciobanul (...-1559), messo e rimesso al potere per diretta volontà degli ottomani.
Ormai padrone del Danubio, Solimano puntò al confronto diretto con gli ungheresi del giovane Jagellone Luigi II d'Ungheria e Boemia (1516-1526). Per prima cosa, il sultano operò la definitiva annessione della Serbia uscendo vittorioso dall'assedio di Belgrado (1521) e spalancando così alle sue armate la strada per il centro dell'Europa.
La minaccia turca spinse Luigi II tra le braccia di Maria d'Asburgo, sorella del potentissimo Carlo V d'Asburgo, sposata nel 1522. Il matrimonio spinse inevitabilmente i turchi all'assalto definitivo.
Nel 1526, Solimano il Magnifico guidò personalmente l'esercito ottomano oltre il Danubio in territorio ungherese. Osteggiato dai suoi vassalli, Luigi II non operò un'adeguata manovra di disturbo all'avanzata turca ed il nemico ebbe modo di raggiungerlo al pieno delle sue forze (60000, forse 100000 uomini). L'esercito ungherese, forte di circa 25000 uomini, affrontò i turchi nella battaglia di Mohács il 29 agosto: Luigi II perì sul campo ed i suoi uomini furono sterminati.
La morte di re Luigi II fece collassare l'autorità centrale magiara, scatenando la lotta per il potere. Alcuni nobili offrirono la corona ungherese a Ferdinando I d'Asburgo, cognato del defunto Luigi. Altri nobili si rivolsero a Giovanni Zápolya, supportato da Solimano ed osteggiato dai sovrani europei. Il Regno d'Ungheria venne spartito in tre tronconi: la maggior parte dell'odierna Ungheria, conosciuta come Grande Alföld fu rivendicata da Solimano; fu creato lo stato vassallo di Transilvania, affidato alla famiglia Zápolya; Ferdinando I ottenne l'Ungheria Reale che comprendeva l'odierna Slovacchia, la Croazia Occidentale ed i territori adiacenti.

## Conclusione
Nel 1527 Ferdinando I attaccò l'Ungheria, deciso a cacciare János Szapolyai dal trono di Buda. Szapolyai venne sconfitto nella battaglia di Tarcal (settembre 1527) e nella battaglia di Szina (marzo 1528). Costretto a fuggire da Buda, János si ritirò nel sud dell'Ungheria, in attesa di rinforzi. Solimano fu lento a reagire ma alla fine (10 maggio 1529) inviò in aiuto dello Stato vassallo un esercito imponente che avviò l'assedio di Vienna.
Oltre alla logorante guerra ottomano-asburgica, aperta dal conflitto tra Solimano e Ferdinando e solo temporaneamente sedata dal Trattato di Gran Varadino (1551), l'espansione turca in Ungheria costrinse i sultani di Istanbul al confronto con altri scomodi nuovi vicini, come la Confederazione Polacco-Lituana, il Granducato di Moscovia e i Cosacchi.

### Fonti
- Ducas, Historia turco-bizantina 1341-1462, seconda metà del XV secolo, ed. a cura di Michele Puglia, Rimini, 2008, ISBN 88-8474-164-5.
- Giorgio Sfranze, Paleologo, grandezza e caduta di Bisanzio, seconda metà del XV secolo, ed. a cura di R. Maisano, Palermo, 2008, ISBN 88-389-2226-8.

### Studi
- W. Herwig, Österreichische Geschichte : 1522 - 1699, Vienna, 2003.
- Ahmed Syed Z, The Zenith of an Empire : The glory of the Suleiman the Magnificent and the Law Giver, A.E.R. Publications, 2001, ISBN 978-0971587304.
- Norman Housley, Documents on the Later Crusades, 1274-1580, New York, 1996.
- Jonathan Riley-Smith, The Oxford History of the Crusades, Oxford, 1995.
- David Nicolle, Hungary and the Fall of Eastern Europe, 1000-1568, New York, 1988.
- Aziz S. Atiya, The Crusade of Nicopolis, New York, 1978.
- Aziz S. Atiya, The Crusades in the Later Middle Ages, New York, 1965.

### Intervento dei principati rumeni nella contesa ottomano-ungherese
- Edda Binder Iijima e Vasile Dumbrava, Stefan der Große – Fürst der Moldau. Symbolfunktion und Bedeutungswandel eines mittelalterlichen Herrschers, Leipzig, 2005, ISBN 3-86583-039-0.
- Constantin C. Giurescu e Dinu C. Giurescu, Istoria Romanilor : volume II (1352-1606), Bucarest, 1976.
- Constantin C. Giurescu, Istoria Românilor : vol. I, Bucarest, 1938.
- Nicolae Iorga, Histoire des Roumains : volume IV, Les chevaliers, Bucarest, 1937.
- Nicolae Iorga, Istoria lui Ștefan cel Mare, Bucarest, 1904 (nuova ed. 1966).